# Flughafen Ricardo de Tomasi

i7
i11
i13
Der Aeródromo Ricardo de Tomasi (auch: Aeródromo Ricardo Detomasi) (IATA-Flughafencode: keiner – ICAO-Flughafencode: SUME) ist ein Flughafen in Uruguay.
Er liegt im Westen Uruguays fünf Kilometer nordwestlich der Stadt Mercedes am linksseitigen Ufer des Río Negro im Departamento Soriano.
Verkehrsinfrastrukturell ist der Flughafen über die durch Mercedes führende Ruta 2 erschlossen.